# Systematic Biology
Systematic Biology — рецензируемый научный журнал, посвящённый биологической систематике. Был создан в 1952 году под названием Systematic Zoology. Современное название журнал имеет с 1992 года. Сокращенное название: Syst. Biol.
Периодичность выхода новых номеров раз в два месяца. Журнал публикует оригинальные исследования по систематике, филогении, эволюции и классификация всех живых существ, в том числе по вопросам морфологии, биогеографии, палеонтологии и генетике. 